# Les Enfants des bois
Pour plus de détails, voir Fiche technique et Distribution.
Les Enfants des bois (Babes in the Woods) est un court métrage d'animation américain, en couleur de la série des Silly Symphonies réalisé par Burton Gillett, sorti le 19 novembre 1932. Le film est adapté du conte des frères Grimm, Hansel et Gretel.

## Synopsis
Perdus dans la forêt, deux enfants, Hansel et Gretel, sont capturés par une méchante sorcière. Les lutins parviendront à les libérer.

## Fiche technique
- Titre original : Babes in the Woods
- Autres titres[2] :
  - Allemagne : Abenteuer im Zauberland
  - France : Les Enfants des bois
  - Suède : Barnen i skogen, Hans och Greta
- Série : Silly Symphonies
- Réalisateur : Burton Gillett
- Scénario[3] : Webb Smith, Ted Sears
- Animateur[3] :
  - équipe principale : Jack King, Frenchy de Trémaudan, Les Clark, Dick Lundy, Johnny Cannon, Eddie Donnelly, Hardie Gramatky, Norman Ferguson, Tom Palmer
  - équipe de Ben Sharpsteen : Bill Mason, Ham Luske, Ed Love, Bill Roberts, Joe D'Igalo, Art Babbitt, Louie Schmitt, Fred Spencer
- Producteur : Walt Disney
- Société de production : Walt Disney Productions
- Distributeur : United Artists Pictures
- Date de sortie[2],[4] : 19 novembre 1932
  - Date annoncée[3] : 19 novembre 1932
  - Dépôt de copyright[3] : 11 novembre 1932
  - Première à Los Angeles : 23 novembre 1932 au Warner's Western en première partie de The Kid from Spain de Leo McCarey
  - Première à New York : 13 au 19 janvier 1933 au Roxy en première partie de Second-Hand Wife de Hamilton MacFadden
- Format d'image : Couleur (Technicolor)
- Son : Mono (Cinephone[2])
- Musique[3] : Bert Lewis
  - Extrait du Oh, Don't you remember (1848) de Nelson Kneass
  - The Anvil Polka adapté du Chœur des gitans (Acte II) de Le Trouvère (1853) de Giuseppe Verdi
  - Extrait du Little Brown Jug (1869) de Joseph Winner
- Genre : dessin animé comique, fantastique
- Durée : 7 minutes et 41 secondes
- Langue : anglais
- Pays de production :  États-Unis

## Voix françaises
- Naike Fauveau et Claude Lombard : Chanteuses solistes

## Commentaires
Ce film marque la première participation d'Art Babbitt à une Silly Symphony. Cet animateur talentueux développera quelques années plus tard les mouvements caractéristiques de Dingo.
Il marque aussi la dernière utilisation du procédé Cinephone de Pat Powers.
Pour Frank Thomas et Ollie Johnston, la sorcière de ce film préfigure celle de la Reine-sorcière dans Blanche-Neige et les Sept Nains (1937).